# Maria Schramseis
Maria Schramseis (* 1963) ist eine ehemalige österreichische Diskuswerferin und Kugelstoßerin.

## Werdegang
Maria Schramseis war in der Leichtathletik-Sektion des Vienna Cricket and Football-Club aktiv. Sie wurde von Karl Gratzl trainiert.
Sie wurde von 1982 bis 1985 viermal in Folge und erneut 1994 österreichische Staatsmeisterin im Diskuswurf.
Bei den Staatsmeisterschaften 1985 in Innsbruck wurde die vielfache Wiener Meisterin auch Staatsmeisterin im Kugelstoßen.
Maria Schramseis unterrichtet in Wien am GRG 15 Schmelz.